# Zelena lista
Zelena lista (v chorvatštině Zelený list, původně Zeleni za Zagreb) je chorvatská politická strana prosazující zelenou politiku. Strana byla vytvořena v roce 2005 pro volby do záhřebského zastupitelstva. Prosazuje rovnost pohlaví, nenásilí, nesouhlasí s členstvím Chorvatska v NATO, obhajuje boj proti globální změně klimatu.